# Molly Hatchet
Molly Hatchet ist eine US-amerikanische Southern-Rock-Band aus Jacksonville, Florida. Der Name der Band geht zurück auf eine Prostituierte namens Molly Hatchet, die im 17. Jahrhundert in den Südstaaten lebte und ihre Freier angeblich köpfte und verstümmelte.

## Geschichte

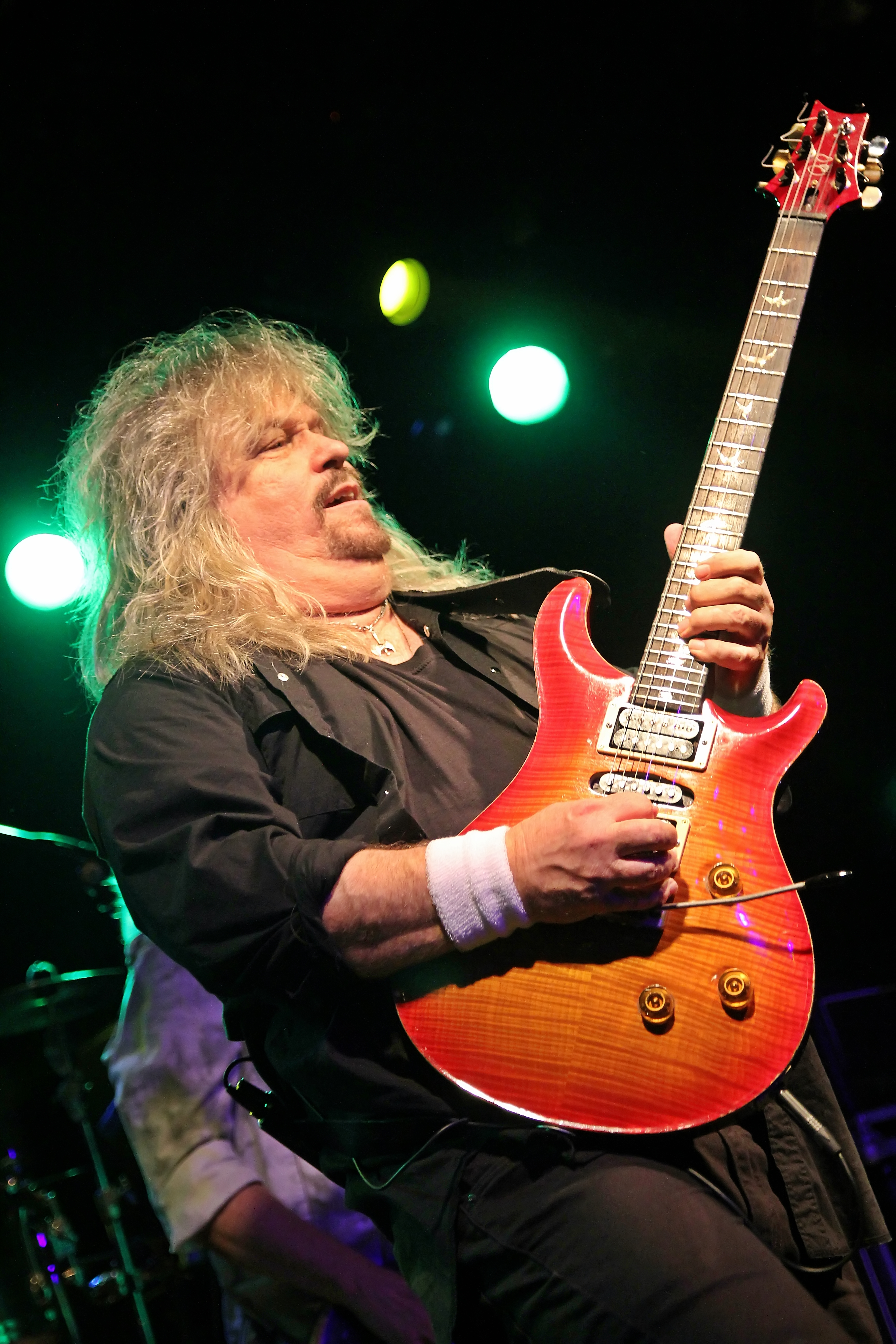
Bobby Ingram mit Molly Hatchet in Nürnberg 2019

Gegründet wurde die Band 1975. Sie bestand aus Sänger Danny Joe Brown, Bassist Banner Thomas, Schlagzeuger Bruce Crump und den drei Gitarristen Dave Hlubek, Steve Holland und Duane Roland. Molly Hatchet waren von Anfang an bekannt für ihren harten, lauten Südstaaten-Sound. Ihr Debütalbum von 1978 Molly Hatchet erreichte schnell Platin-Status. Die darauffolgende Platte Flirtin’ with Disaster wurde noch erfolgreicher und verkaufte sich über 2 Millionen Mal.
Danny Joe Brown verließ die Gruppe 1980, da er unter Diabetes litt und von dem permanenten Touren ausgelaugt war. Er wurde ersetzt durch Jimmy Farrar für das Album Beatin’ the Odds, aber die neue Stimme passte nicht zum bereits bekannten Sound der Gruppe. Die Folge war ein Rückgang des kommerziellen Erfolges. Auf dem Album Take No Prisoners experimentierte die Band mit Blasinstrumenten, aber Farrar verließ die Band, um eine Solokarriere zu starten. Während der Take-No-Prisoners-Tour wurde Banner Thomas von Riff West ersetzt. Brown kam 1982 zurück zur Band, aber das darauffolgende Album No Guts … No Glory floppte. Gitarrist Hlubek bestand darauf, den Sound der Band aufzufrischen.
Bruce Crump wurde 1983 bis 1985 von Barry „B. B. Queen“ Borden (ehemals Mother’s Finest, nach 1985 Illusion, Outlaws, heute Marshall Tucker Band) am Schlagzeug ersetzt.
Nach den Aufnahmen für The Deed Is Done, vor denen Gitarrist Steve Holland durch den Keyboarder John Galvin ersetzt worden war, gönnte sich die Band 1985 eine Pause, die für die Fans mit dem Double-Trouble-Live-Album gefüllt wurde. Diese Platte enthielt eine Sammlung der bekanntesten Songs der Band. Molly Hatchet wurde 1989 wieder aktiv, allerdings ohne den Gitarristen Hlubek, dafür aber wieder mit Bruce Crump am Schlagzeug. Sie veröffentlichten das Album Lightning Strikes Twice. Das Album wurde kein großer Erfolg, sodass sich die Band wieder zurückzog. Im Jahr 1991 erschien ein Greatest-Hits-Album. Es folgte eine Zeit der ständigen Umbesetzungen und eines Rechtsstreites um die Namensrechte an der Band zwischen Sänger Danny Joe Brown und dem Gitarristen Bobby Ingram, der später zur Band gekommen war und unter dem Namen weitermachen wollte.
Die Band veröffentlichte erst 1996 wieder neues Material auf der Platte Devil’s Canyon. Danny Joe Brown musste aus gesundheitlichen Gründen die Band verlassen und starb am 10. März 2005 an einer Lungenentzündung. Zu dieser Zeit war kein einziges Gründungsmitglied mehr dabei, nachdem Danny Joe Brown durch den Sänger Phil McCormack ersetzt worden war.
Mitte 1998 erschien die CD Silent Reign of Heroes, mit der Molly Hatchet trotz neuen Sängers an die bestehende Tradition der Band anknüpfen konnte. Die Platte überzeugte wieder durch den vollen Gitarrensound und die typischen Southern-Rock-Texte. Wie bei dem Vorgängeralbum war hier auch wieder mit Fall of the Peacemakers ein Molly-Hatchet-Klassiker in einer kongenialen Akustikversion zu finden. Dem Album folgte 2001 Kingdom of XII und 2003 eine Neuaufnahme der Molly-Hatchet-Klassiker, neu eingespielt mit Phil McCormack unter der Ägide des neuen Bandbosses Bobby Ingram.
Im Jahr 2005 erschien das Album Warriors of the Rainbow Bridge, das Bobby Ingrams verstorbener Frau gewidmet war. Ferner kehrte das Gründungsmitglied Dave Hlubek zurück, nachdem der Gitarrist lange Zeit gebraucht hatte, um seine Drogenprobleme in den Griff zu bekommen. Von den Kritikern wurde das Werk ob seiner Qualität in einem Atemzug mit dem Klassiker Flirtin’ with Disaster genannt. Der zweite ehemalige Leadgitarrist und Gründungsmitglied Duane Roland starb 2006, Schlagzeuger Bruce Crump im März 2015. Am 26. April 2019 starb Sänger Phil McCormack.
Seit 2023 heißt der Sänger Parker Lee.

## Diskografie

### Studioalben
- 1978: Molly Hatchet (Epic)
- 1979: Flirtin’ with Disaster (Epic) (CA: Gold)
- 1980: Beatin’ the Odds (Epic)
- 1981: Take No Prisoners (Epic)
- 1983: No Guts … No Glory (Epic)
- 1984: The Deed Is Done (Epic)
- 1989: Lightning Strikes Twice (Capitol)
- 1996: Devil’s Canyon (Mayhem)
- 1998: Silent Reign of Heroes (CMC International)
- 2000: Kingdom of XII (Sanctuary)
- 2005: Warriors of the Rainbow Bridge (Steamhammer)
- 2010: Justice (Steamhammer)
- 2012: Regrinding the Axes (Mausoleum (H’Art))

### Livealben / Kompilationen
- 1985: Double Trouble Live (Epic)
- 1990: Greatest Hits (Epic) (US: Gold)
- 2000: Live at the Agora Ballroom, Atlanta, Georgia April 20, 1979 (Phoenix Gems)
- 2003: 25th Anniversary: Best of Re-Recorded (SPV Records)
- 2003: Locked and Loaded – Live (Steamhammer)
- 2003: Greatest Hits Live (King Biscuit Flower Hour Records)
- 2008: Southern Rock Masters (Cleopatra)
- 2019: Battleground (Steamhammer)